# Denis Halilović
Denis Halilović (nacido el 2 de marzo de 1986) es un futbolista esloveno que se desempeña como defensa.
Jugó para clubes como el NK Rudar Velenje, NK Celje, NK Drava Ptuj, FC Saturn Rámenskoye, Willem II Tilburgo, PFC CSKA Sofía, NK Domžale, Koper y Yokohama FC.

## Trayectoria

### Clubes
| Club                 | País         | Año         |
| -------------------- | ------------ | ----------- |
| NK Rudar Velenje     | Eslovenia    | 2003 - 2006 |
| NK Celje             | Eslovenia    | 2006 - 2008 |
| NK Drava Ptuj        | Eslovenia    | 2008 - 2009 |
| FC Saturn Rámenskoye | Rusia        | 2009 - 2010 |
| Willem II Tilburgo   | Países Bajos | 2010 - 2011 |
| PFC CSKA Sofía       | Bulgaria     | 2011        |
| NK Domžale           | Eslovenia    | 2012 - 2013 |
| Koper                | Eslovenia    | 2013 - 2015 |
| Yokohama FC          | Japón        | 2016        |
| NK Domžale           | Eslovenia    | 2016 - 2017 |